# Efecte Stark quàntic confinat

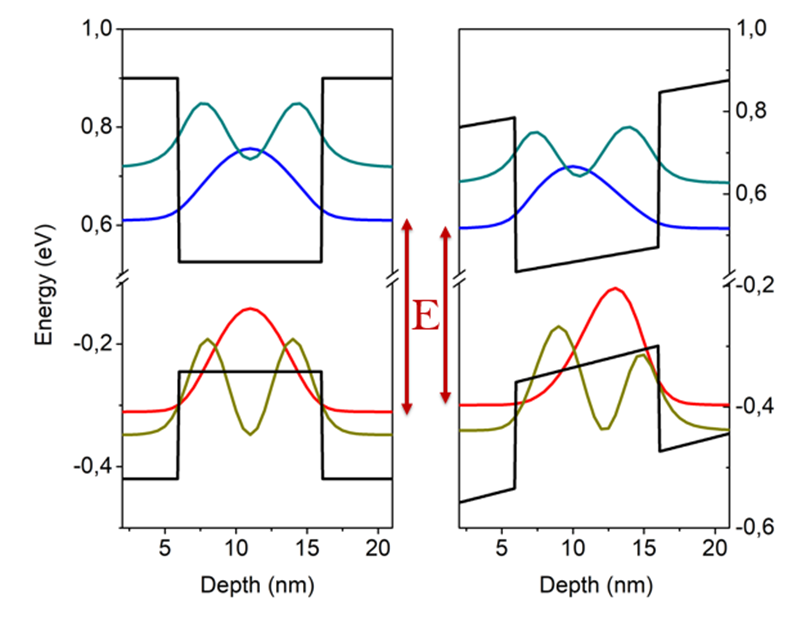
A l'esquerra: funcions d'ona corresponents als nivells n=1 i n=2 en un pou quàntic sense camp elèctric aplicat. A la dreta: l'efecte pertorbatiu del camp elèctric aplicat modifica les funcions d'ona i disminueix l'energia de la transició n=1.

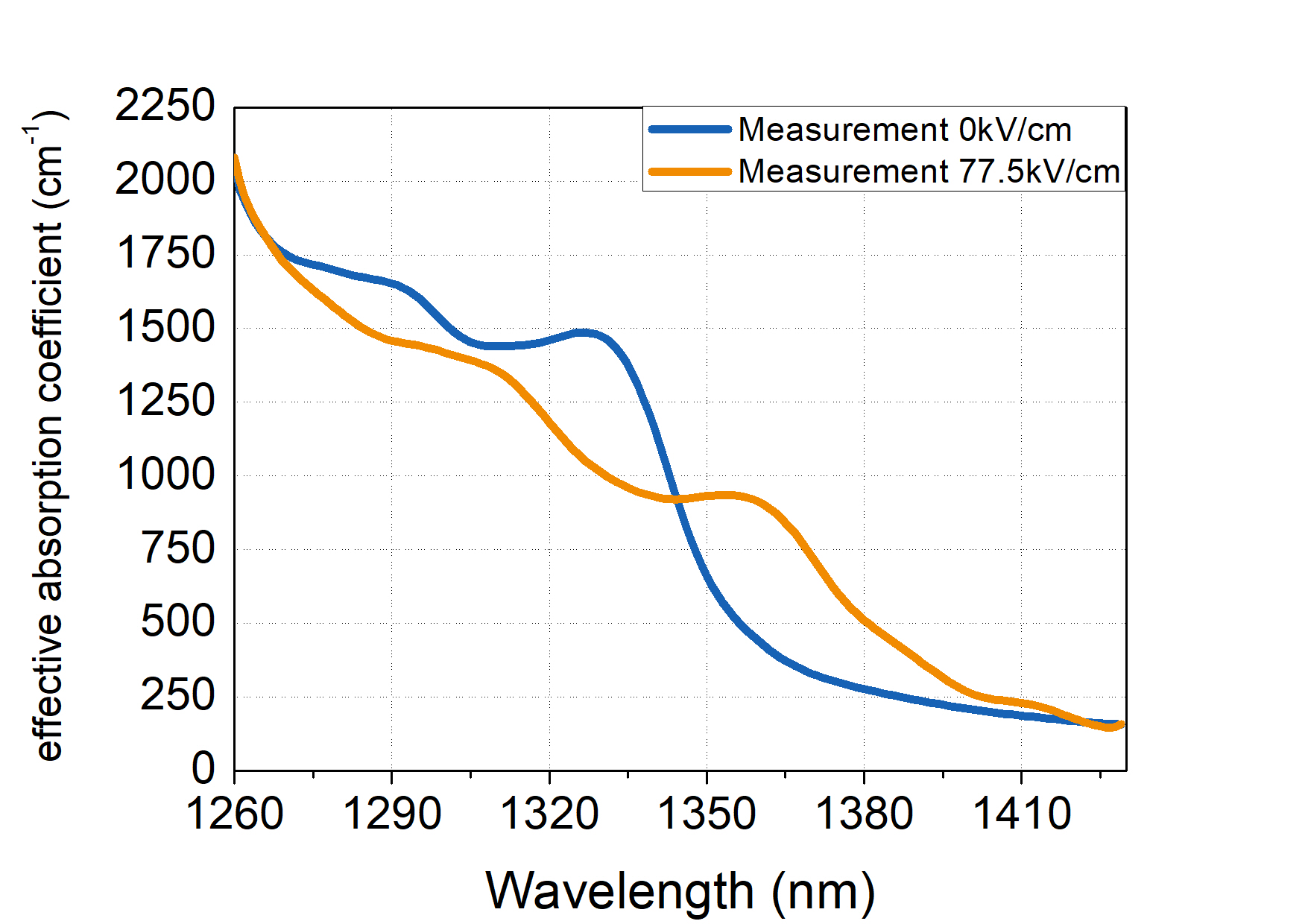
Demostració experimental de l'efecte Stark quàntic en Ge/Si Ge pous quàntics.

L'efecte Stark quàntic confinat (amb acrònim anglès QCSE) descriu l'efecte d'un camp elèctric extern sobre l'espectre d'absorció de llum o l'espectre d'emissió d'un pou quàntic (QW). En absència d'un camp elèctric extern, els electrons i els forats dins del pou quàntic només poden ocupar estats dins d'un conjunt discret de subbandes d'energia. Només un conjunt discret de freqüències de llum pot ser absorbit o emès pel sistema. Quan s'aplica un camp elèctric extern, els estats d'electrons es desplacen a energies més baixes, mentre que els estats de forat es desplacen a energies més altes. Això redueix les freqüències d'absorció o emissió de llum permeses. A més, el camp elèctric extern desplaça electrons i forats cap a costats oposats del pou, disminuint la integral de superposició, que al seu torn redueix l'eficiència de recombinació (és a dir, el rendiment quàntic de fluorescència) del sistema. La separació espacial entre els electrons i els forats està limitada per la presència de barreres potencials al voltant del pou quàntic, el que significa que els excitons poden existir al sistema fins i tot sota la influència d'un camp elèctric. L'efecte Stark quàntic confinat s'utilitza en els moduladors òptics QCSE, que permeten encendre i apagar ràpidament els senyals de comunicacions òptiques.
Fins i tot si els objectes quàntics (pous, punts o discos, per exemple) emeten i absorbeixen llum generalment amb energies més altes que la banda buida del material, el QCSE pot canviar l'energia a valors inferiors a la bretxa. Això es va evidenciar recentment en l'estudi de discos quàntics incrustats en un nanofil.
El canvi de les línies d'absorció es pot calcular comparant els nivells d'energia en pous quàntics imparcials i esbiaixats. És una tasca més senzilla trobar els nivells d'energia en el sistema imparcial, a causa de la seva simetria. Si el camp elèctric extern és petit, es pot tractar com una pertorbació del sistema imparcial i el seu efecte aproximat es pot trobar mitjançant la teoria de la pertorbació.
Tot aproximant, el desplaçament d'energia mostra experimentalment una dependència de la llei quadrada del camp elèctric aplicat F :
{\displaystyle \Delta E\approx -24\left({\frac {2}{3\pi }}\right)^{6}{\frac {e^{2}F^{2}m_{tot}^{*}L^{4}}{\hbar ^{2}}}.}